# Фортуна (газета)

Газета Fortuna - це рекламно-інформаційне видання, яке розповсюджується у Львівській області вже понад 20 років. Щотижня читайте у випусках про місцеві новини, успішний бізнес, талановитих мешканців краю, поради, оголошення, привітання, програму TV.
Регіон розповсюдження – Стрий, Моршин, Жидачів, Сколе, Миколаїв, Дрогобич, Трускавець, Стебник, Борислав, Самбір. Популярність газети і, відповідно, тираж, а також велика кількість постійних клієнтів є головними показниками лідерства у сфері реклами у вищезгаданому регіоні.
Виходить раз на тиждень в середу.
Свідоцтво про державну реєстрацію ЛВ 1273-527-р від 22.03.2018 р.